# Futebolista Alemão do Ano
O título Futebolista do Ano (Fußballer des Jahres) tem sido atribuído, na Alemanha desde 1960. O prêmio é determinado por jornalistas da  Associação de Jornalistas Esportivos Alemães (Verband Deutscher Sportjournalisten) e da publicação da Kicker. Todos os jogadores alemães, bem como jogadores estrangeiros contratados por um clube da Bundesliga, são elegíveis como candidatos.

## História
O prêmio é concedido desde 1960. Uwe Seeler foi o primeiro detentor do título. Hans-Peter Briegel foi o primeiro jogador a receber o título sem atuar na Bundesliga. Na época, em 1985, atuava pelo Hellas Verona da Itália. O primeiro não alemão detentor do título foi o brasileiro Aílton em 2004. Desde então, mais cinco jogadores estrangeiros receberam este prêmio. O atual detentor do título é Toni Kroos.
O recordista do título é Franz Beckenbauer, eleito quatro vezes. Aos 20 anos, quando foi selecionado pela primeira vez em 1966, Beckenbauer também foi o jogador mais jovem a receber esta homenagem. Michael Ballack, Sepp Maier e Uwe Seeler receberam três prêmios cada. Hans Tilkowski foi o primeiro goleiro a conquistar o título em 1965. O recordista nesta posição é Sepp Maier. O clube de maior sucesso é o Bayern de Munique, que já forneceu o melhor jogador de futebol da Alemanha 22 vezes.
Com exceção de 2008, um jogador da Seleção Alemã sempre foi escolhido nos anos em que a Alemanha chegou à final de uma Eurocopa ou de uma Copa do Mundo, e em anos de Copa do Mundo - com exceção de 2010 e 2022 - um jogador da seleção alemã sempre foi escolhido, independente do desempenho da seleção na Copa do Mundo.

## Vencedores

### Por ano
| Ano  | Jogador                 | Nacionalidade | Clube                    |
| ---- | ----------------------- | ------------- | ------------------------ |
| 1960 | Uwe Seeler              | Alemanha      | Hamburgo                 |
| 1961 | Max Morlock             | Alemanha      | Nürnberg                 |
| 1962 | Karl-Heinz Schnellinger | Alemanha      | Köln                     |
| 1963 | Hans Schäfer            | Alemanha      | Köln                     |
| 1964 | Uwe Seeler              | Alemanha      | Hamburgo                 |
| 1965 | Hans Tilkowski          | Alemanha      | Borussia Dortmund        |
| 1966 | Franz Beckenbauer       | Alemanha      | Bayern de Munique        |
| 1967 | Gerd Müller             | Alemanha      | Bayern de Munique        |
| 1968 | Franz Beckenbauer       | Alemanha      | Bayern de Munique        |
| 1969 | Gerd Müller             | Alemanha      | Bayern de Munique        |
| 1970 | Uwe Seeler              | Alemanha      | Hamburgo                 |
| 1971 | Berti Vogts             | Alemanha      | Borussia Mönchengladbach |
| 1972 | Günter Netzer           | Alemanha      | Borussia Mönchengladbach |
| 1973 | Günter Netzer           | Alemanha      | Borussia Mönchengladbach |
| 1974 | Franz Beckenbauer       | Alemanha      | Bayern de Munique        |
| 1975 | Sepp Maier              | Alemanha      | Bayern de Munique        |
| 1976 | Franz Beckenbauer       | Alemanha      | Bayern de Munique        |
| 1977 | Sepp Maier              | Alemanha      | Bayern de Munique        |
| 1978 | Sepp Maier              | Alemanha      | Bayern de Munique        |
| 1979 | Berti Vogts             | Alemanha      | Borussia Mönchengladbach |
| 1980 | Karl-Heinz Rummenigge   | Alemanha      | Bayern de Munique        |
| 1981 | Paul Breitner           | Alemanha      | Bayern de Munique        |
| 1982 | Karlheinz Förster       | Alemanha      | Stuttgart                |
| 1983 | Rudi Völler             | Alemanha      | Werder Bremen            |
| 1984 | Harald Schumacher       | Alemanha      | Köln                     |
| 1985 | Hans-Peter Briegel      | Alemanha      | Hellas Verona            |
| 1986 | Harald Schumacher       | Alemanha      | Köln                     |
| 1987 | Uwe Rahn                | Alemanha      | Borussia Mönchengladbach |
| 1988 | Jürgen Klinsmann        | Alemanha      | Stuttgart                |
| 1989 | Thomas Häßler           | Alemanha      | Köln                     |
| 1990 | Lothar Matthäus         | Alemanha      | Internazionale           |
| 1991 | Stefan Kuntz            | Alemanha      | Kaiserslautern           |
| 1992 | Thomas Häßler           | Alemanha      | Roma                     |
| 1993 | Andreas Köpke           | Alemanha      | Nürnberg                 |
| 1994 | Jürgen Klinsmann        | Alemanha      | Monaco                   |
| 1995 | Matthias Sammer         | Alemanha      | Borussia Dortmund        |
| 1996 | Matthias Sammer         | Alemanha      | Borussia Dortmund        |
| 1997 | Jürgen Kohler           | Alemanha      | Borussia Dortmund        |
| 1998 | Oliver Bierhoff         | Alemanha      | Udinese                  |
| 1999 | Lothar Matthäus         | Alemanha      | Bayern de Munique        |
| 2000 | Oliver Kahn             | Alemanha      | Bayern de Munique        |
| 2001 | Oliver Kahn             | Alemanha      | Bayern de Munique        |
| 2002 | Michael Ballack         | Alemanha      | Bayer Leverkusen         |
| 2003 | Michael Ballack         | Alemanha      | Bayern de Munique        |
| 2004 | Aílton                  | Brasil        | Werder Bremen            |
| 2005 | Michael Ballack         | Alemanha      | Bayern de Munique        |
| 2006 | Miroslav Klose          | Alemanha      | Werder Bremen            |
| 2007 | Mario Gómez             | Alemanha      | Stuttgart                |
| 2008 | Franck Ribéry           | França        | Bayern de Munique        |
| 2009 | Grafite                 | Brasil        | Wolfsburg                |
| 2010 | Arjen Robben            | Países Baixos | Bayern de Munique        |
| 2011 | Manuel Neuer            | Alemanha      | Schalke 04               |
| 2012 | Marco Reus              | Alemanha      | Borussia Mönchengladbach |
| 2013 | Bastian Schweinsteiger  | Alemanha      | Bayern de Munique        |
| 2014 | Manuel Neuer            | Alemanha      | Bayern de Munique        |
| 2015 | Kevin De Bruyne         | Bélgica       | Wolfsburg                |
| 2016 | Jérôme Boateng          | Alemanha      | Bayern de Munique        |
| 2017 | Philipp Lahm            | Alemanha      | Bayern de Munique        |
| 2018 | Toni Kroos              | Alemanha      | Real Madrid              |
| 2019 | Marco Reus              | Alemanha      | Borussia Dortmund        |
| 2020 | Robert Lewandowski      | Polónia       | Bayern de Munique        |
| 2021 | Robert Lewandowski      | Polónia       | Bayern de Munique        |
| 2022 | Christopher Nkunku      | França        | RB Leipzig               |
| 2023 | İlkay Gündoğan          | Alemanha      | Manchester City          |
| 2024 | Toni Kroos              | Alemanha      | Real Madrid              |

Fonte:

### Por jogador
| Jogador                 | Prêmios |
| ----------------------- | ------- |
| Franz Beckenbauer       | 4       |
| Uwe Seeler              | 3       |
| Sepp Maier              | 3       |
| Michael Ballack         | 3       |
| Gerd Müller             | 2       |
| Günter Netzer           | 2       |
| Berti Vogts             | 2       |
| Harald Schumacher       | 2       |
| Thomas Häßler           | 2       |
| Jürgen Klinsmann        | 2       |
| Matthias Sammer         | 2       |
| Lothar Matthäus         | 2       |
| Oliver Kahn             | 2       |
| Manuel Neuer            | 2       |
| Marco Reus              | 2       |
| Robert Lewandowski      | 2       |
| Toni Kroos              | 2       |
| Uwe Seeler              | 1       |
| Max Morlock             | 1       |
| Karl-Heinz Schnellinger | 1       |
| Hans Schäfer            | 1       |
| Uwe Seeler              | 1       |
| Hans Tilkowski          | 1       |
| Uwe Seeler              | 1       |
| Karl-Heinz Rummenigge   | 1       |
| Paul Breitner           | 1       |
| Karlheinz Förster       | 1       |
| Rudi Völler             | 1       |
| Hans-Peter Briegel      | 1       |
| Uwe Rahn                | 1       |
| Stefan Kuntz            | 1       |
| Andreas Köpke           | 1       |
| Jürgen Kohler           | 1       |
| Oliver Bierhoff         | 1       |
| Aílton                  | 1       |
| Miroslav Klose          | 1       |
| Mario Gómez             | 1       |
| Franck Ribéry           | 1       |
| Grafite                 | 1       |
| Arjen Robben            | 1       |
| Bastian Schweinsteiger  | 1       |
| Kevin De Bruyne         | 1       |
| Jérôme Boateng          | 1       |
| Philipp Lahm            | 1       |
| Christopher Nkunku      | 1       |
| İlkay Gündoğan          | 1       |

### Por clube
| Clube                    | Prêmios |
| ------------------------ | ------- |
| Bayern de Munique        | 24      |
| Borussia Mönchengladbach | 6       |
| Köln                     | 5       |
| Borussia Dortmund        | 5       |
| Hamburgo                 | 3       |
| Stuttgart                | 3       |
| Werder Bremen            | 3       |
| Nürnberg                 | 2       |
| Wolfsburg                | 2       |
| Real Madrid              | 2       |
| Hellas Verona            | 1       |
| Internazionale           | 1       |
| Kaiserslautern           | 1       |
| Roma                     | 1       |
| Monaco                   | 1       |
| Udinese                  | 1       |
| Bayer Leverkusen         | 1       |
| Schalke 04               | 1       |
| RB Leipzig               | 1       |
| Manchester City          | 1       |

### Por nacionalidade
| Clube         | Prêmios |
| ------------- | ------- |
| Alemanha      | 57      |
| Brasil        | 2       |
| Polónia       | 2       |
| França        | 2       |
| Países Baixos | 1       |
| Bélgica       | 1       |

## Jogadora de Futebol Feminino do Ano
| Ano  | Jogadora                 | Nacionalidade | Clube                  |
| ---- | ------------------------ | ------------- | ---------------------- |
| 1996 | Martina Voss-Tecklenburg | Alemanha      | FC Rumeln-Kaldenhausen |
| 1997 | Bettina Wiegmann         | Alemanha      | Grün-Weiß Brauweiler   |
| 1998 | Silke Rottenberg         | Alemanha      | Sportfreunde Siegen    |
| 1999 | Inka Grings              | Alemanha      | FCR Duisburg           |
| 2000 | Martina Voss-Tecklenburg | Alemanha      | FCR Duisburg           |
| 2001 | Birgit Prinz             | Alemanha      | Eintracht Frankfurt    |
| 2002 | Birgit Prinz             | Alemanha      | Eintracht Frankfurt    |
| 2003 | Birgit Prinz             | Alemanha      | Eintracht Frankfurt    |
| 2004 | Birgit Prinz             | Alemanha      | Eintracht Frankfurt    |
| 2005 | Birgit Prinz             | Alemanha      | Eintracht Frankfurt    |
| 2006 | Birgit Prinz             | Alemanha      | Eintracht Frankfurt    |
| 2007 | Birgit Prinz             | Alemanha      | Eintracht Frankfurt    |
| 2008 | Birgit Prinz             | Alemanha      | Eintracht Frankfurt    |
| 2009 | Inka Grings              | Alemanha      | FCR 2001 Duisburg      |
| 2010 | Inka Grings              | Alemanha      | FCR 2001 Duisburg      |
| 2011 | Fatmire Alushi           | Alemanha      | Turbine Potsdam        |
| 2012 | Célia Šašić              | Alemanha      | SC 07 Bad Neuenahr     |
| 2013 | Martina Müller           | Alemanha      | Wolfsburg              |
| 2014 | Alexandra Popp           | Alemanha      | Wolfsburg              |
| 2015 | Célia Šašić              | Alemanha      | Eintracht Frankfurt    |
| 2016 | Alexandra Popp           | Alemanha      | Wolfsburg              |
| 2017 | Dzsenifer Marozsán       | Alemanha      | Lyon                   |
| 2018 | Dzsenifer Marozsán       | Alemanha      | Lyon                   |
| 2019 | Dzsenifer Marozsán       | Alemanha      | Lyon                   |
| 2020 | Pernille Harder          | Dinamarca     | Wolfsburg              |
| 2021 | Nicole Billa             | Áustria       | Hoffenheim             |
| 2022 | Lea Schüller             | Alemanha      | Bayern de Munique      |
| 2023 | Alexandra Popp           | Alemanha      | Wolfsburg              |
| 2024 | Ann-Katrin Berger        | Alemanha      | NJ/NY Gotham FC        |

## Futebolista do Ano da Alemanha Oriental
Com a Guerra Fria, a Alemanha foi dividida em Alemanha Ocidental e Alemanha Oriental. Com isso, o prêmio também foi dado separadamente. Entre 1963 e 1991 o prêmio para o futebolista do ano da Alemanha Oriental foi dado na publicação do Die Neue Fussballwoche.
O maior vencedor foi Jürgen Croy, goleiro da Seleção Alemã-Oriental de Futebol na Copa do Mundo de 1974.

### Masculino
| Ano  | Jogador                | Nacionalidade | Clube                |
| ---- | ---------------------- | ------------- | -------------------- |
| 1963 | Manfred Kaiser         | Alemanha      | Erzgebirge Aue       |
| 1964 | Klaus Urbanczyk        | Alemanha      | Chemie Halle         |
| 1965 | Horst Weigang          | Alemanha      | Lokomotive Leipzig   |
| 1966 | Jürgen Nöldner         | Alemanha      | Vorwärts Berlin      |
| 1967 | Dieter Erler           | Alemanha      | Chemnitzer           |
| 1968 | Bernd Bransch          | Alemanha      | Hallescher FC Chemie |
| 1969 | Eberhard Vogel         | Alemanha      | Chemnitzer           |
| 1970 | Roland Ducke           | Alemanha      | Carl Zeiss Jena      |
| 1971 | Peter Ducke            | Alemanha      | Carl Zeiss Jena      |
| 1972 | Jürgen Croy            | Alemanha      | FSV Zwickau          |
| 1973 | Hans-Jürgen Kreische   | Alemanha      | Dynamo Dresden       |
| 1974 | Bernd Bransch          | Alemanha      | Carl Zeiss Jena      |
| 1975 | Jürgen Pommerenke      | Alemanha      | Magdeburg            |
| 1976 | Jürgen Croy            | Alemanha      | FSV Zwickau          |
| 1977 | Hans-Jürgen Dörner     | Alemanha      | Dynamo Dresden       |
| 1978 | Jürgen Croy            | Alemanha      | FSV Zwickau          |
| 1979 | Joachim Streich        | Alemanha      | Magdeburg            |
| 1980 | Hans-Ulrich Grapenthin | Alemanha      | Carl Zeiss Jena      |
| 1981 | Hans-Ulrich Grapenthin | Alemanha      | Carl Zeiss Jena      |
| 1982 | Rüdiger Schnuphase     | Alemanha      | Carl Zeiss Jena      |
| 1983 | Joachim Streich        | Alemanha      | Magdeburg            |
| 1984 | Hans-Jürgen Dörner     | Alemanha      | Dynamo Dresden       |
| 1985 | Hans-Jürgen Dörner     | Alemanha      | Dynamo Dresden       |
| 1986 | René Müller            | Alemanha      | Lokomotive Leipzig   |
| 1987 | René Müller            | Alemanha      | Lokomotive Leipzig   |
| 1988 | Andreas Thom           | Alemanha      | Dynamo Berlin        |
| 1989 | Andreas Trautmann      | Alemanha      | Dynamo Dresden       |
| 1990 | Ulf Kirsten            | Alemanha      | Dynamo Dresden       |
| 1991 | Torsten Gütschow       | Alemanha      | Dynamo Dresden       |

### Feminino
| Ano  | Jogador      | Nacionalidade | Clube            |
| ---- | ------------ | ------------- | ---------------- |
| 1990 | Katrin Prühs | Alemanha      | BSG Post Rostock |